# 拉尔夫·沃尔多·爱默生
拉尔夫·沃尔多·爱默生（英語：Ralph Waldo Emerson，1803年5月25日—1882年4月27日），生於波士頓，美國思想家、文學家。

## 生平與經歷
爱默生出生於波士頓，他的父親是威廉·爱默生是一位知名的一位論派牧師。他逐漸從他相信的教義趨向公式化，並在小品《論自然》（Nature）（1837年）發表超越論的哲學。
爱默生在即將過八歲的兩週前父親過世（1811年），隔年他被送到了波士頓拉丁學校就讀。在1817年10月爱默生14歲時，他入讀哈佛大學並且被任命為新生代表，這個身份讓他獲得免費住宿的機會。為了增添微薄的薪水，寒假期間他會到Ripley 伯父在麻薩諸塞州沃尔瑟姆市的學校進行輔導及教學事務。
1821年爱默生從哈佛大學畢業後，他協助自己的兄弟在母親的家中設立一所給年輕女性就讀的學校，這是在他於切爾姆斯福德 設立自己的學校以後的事；當爱默生的兄弟前往哥廷根讀神學時，爱默生負責主持這所學校。之後數年，爱默生都過着擔任校長的日子，然後進了哈佛大學神學院，並於1829年以一位論派牧師的形象嶄露頭角。1832年，一次與教會幹事關於聖餐服務的管理權爭執及關於公眾祈禱的疑慮讓他辭職了。
他的第一任妻子是埃倫·塔克，她在二十歲時因罹患肺結核於1831年2月8日過世。
爱默生是查爾斯·愛默生（Charles Wesley Emerson）的遠親。查爾斯也同樣是論派牧師，他以自己的姓氏為名成立了愛默生學院（Emerson College）。他們的祖先湯瑪斯·爱默生是在1640年移民至麻薩諸塞州的易普威治定居，是這個牧師家庭的先驅。
在1832年至33年間，爱默生到歐洲旅遊，這段經歷記載在《英國人的性格》（English Traits）（1856年）中。在旅途中，他遇到了威廉·華茲華斯、柯爾律治、約翰·斯圖爾特·密爾和托馬斯·卡萊爾。在旅程結束後，爱默生與凱雷仍繼續聯繫，直至凱雷於1881年逝世，愛默生在美國充當凱雷的代理人。愛默生的旅遊地點不限於英國，他也去了法國（於1848年）、意大利和中東。
1835年，爱默生在美國麻薩諸塞州康科特買了一所屋子，很快就成為城中最重要的市民之一。他在那裡亦娶了第二任妻子利迪亞·傑克遜。他稱她為利迪亚人而她稱他為爱默生先生，倆人生下的孩子是華都、艾倫、伊蒂絲和愛德華·爱默生。艾倫是以他前妻的名字命名，這是利迪亚的建議。

### 文学生涯
1835年9月，爱默生和其他志趣相投的知識分子創立了「超验俱樂部」，直到1840年7月，爱默生用化名出版了他在1836年9月創作的第一本小品文《論自然》（Nature）。當作品成為超越論的基本原則時，很多人立即認為這是義大利的作品。
1838年他獲邀回到哈佛大學神學院為畢業典禮致詞。他的評論立刻震驚整個新教徒的社會，因為他說明了當耶穌是一個人時，他並不是神（當時人們寧願沒有聽到這樣的言論）。因此，他被譴責是一名無神論者，並毒害了年輕人的思想，面對著這些批評他並沒有作任何回應或辯護。在之後的40年，他沒有再被邀請到哈佛大學演講了，但在1880年代中期，他的立場規範成為一位論派的教義。
1842年早期，爱默生的長子華都因罹患猩紅熱而夭折。爱默生在他的兩部名作：一首輓歌和他的小品《經驗》（Experience）中呈現了自己的悲痛。在同一年威廉·詹姆士出生，爱默生同意成為他的教父。
爱默生成了新英格蘭及美國南部外其他國家著名的講演者。當他不能如期出席某些演講時，弗雷德里克·道格拉斯會代替他。爱默生會的演講有許多不同主題，很多他的作品內容都是摘自於他的演講。
爱默生與納撒尼爾·霍桑以及亨利·戴維·梭羅是友人關係，並常在康科特與他們散步。爱默生激發了梭羅的天資。梭羅在爱默生居住的康科德瓦爾登（Walden），也建了一座屋子。當梭羅住在瓦爾登時，爱默生提供了食物，並雇用梭羅完成一些工作。當梭羅在兩年以後離開瓦爾登時，爱默生也因要四處旅行去演講而離開了，當時梭羅便住在爱默生的家。他們友好的關係卻因梭羅出版第一本書《河上一周》（A Week on the Concord and Merrimack Rivers）時愛默生給了粗劣意見後而破裂了。本書沒有很廣泛的設計，而爱默生卻帶他去見自己的代理商，這讓梭羅得承受出版此書的成本和風險。本書讀者不多，這使梭羅開始背負債務。最後，他們二人調和了一些分歧，但梭羅在私下仍譴責爱默生逐漸偏離了他最初的人生觀，而爱默生開始將梭羅看成是一個厭世者。爱默生對梭羅於19世紀時的頌詞給了負面評價。
爱默生雖是個抽象而深奧的作家，但他的演講仍然有很多人來聽。爱默生的作品，是以其日記中對針對事物觀察後的意見為主，在他還在哈佛大學就讀時已有寫日記的習慣，那些日記都被爱默生精心地編好索引。他把自己的經驗及想法寫在日記中，並帶出一些有意義的訊息，並與他密集且濃縮過的演講精華相互結合。後來他修訂並潤飾演講內容，好放在他的散文及一些其他作品中。
他是當時被視為大演說家之一的人，以低沉的聲音令聽眾著迷，他相當具有熱忱，並以平等的態度對待且重視聽眾。他對廢奴主義的直率和不妥協的立場，使得他在之後一談到相關主題時就會引起人們的反對及嘲弄。他繼續發表激進的廢除黑奴演講但並不會考慮人們是否喜歡。他努力試著不加入任何公開的政治運動或團體，並常迫切地要獨立自主，這反映了他的個人主義立場。他常常堅持不要擁護者，要成為一個只靠自己的人。晚年時，人們要他算算他的著作數目，他仍然說自己的信念是「無限的個人」。
爱默生早年拜讀法國散文家蒙田的作品，並受到其很大影響。他從這些作品中領悟到個人風格，並開始降低他對神的信任。他從不讀康德的作品，但他卻讀柯爾律治對德國先验唯心论者的解釋。這令爱默生不相信靈魂及上帝。
爱默生過世之後，被葬於麻薩諸塞州康科特郡的斯利培山谷公墓。在2006年5月，也就是愛默生發表了「神學院致辭」168之後年，哈佛大學神學院宣佈了UUA（Unitarian Universalist Association）的創立。
爱默生收錄在《Collected Essays: First (1841) and Second (1844) Series》的很多散文，都被認為是100本巨著之一。

## 超验主义思想
爱默生是美国文化精神的代表人物，美国总统林肯称他为“美国的孔子”、“美国文明之父”。以爱默生思想为代表的超验主义是美国思想史上一次重要的思想解放运动，被称为“美国文艺复兴”。超验主义强调人与上帝间的直接交流和人性中的神性，具有强烈的批判精神。

## 外部連結
- The Collected Works of Ralph Waldo Emerson, Harvard University Press, Ronald A. Bosco, General Editor; Joel Myerson, Textual Editor （页面存档备份，存于）
- Ralph Waldo Emerson的作品  - 古騰堡計劃
- 互联网档案馆中拉尔夫·沃尔多·爱默生的作品或与之相关的作品
- 來自拉尔夫·沃尔多·爱默生的LibriVox公共領域有聲讀物
- The Works of Ralph Waldo Emerson at RWE.org （页面存档备份，存于）
- Reading Ralph Waldo Emerson, a blog featuring excerpts from Emerson's journals （页面存档备份，存于）
- Representative Men （页面存档备份，存于） from American Studies at the University of Virginia.
- Mark Twain on Ralph Waldo Emerson[] Shapell Manuscript Foundation
- The Enduring Significance of Emerson's Divinity School Address （页面存档备份，存于）" – by John Haynes Holmes
- The Living Legacy of Ralph Waldo Emerson （页面存档备份，存于） by Rev. Schulman and R. Richardson
- A Tribute to Ralph Waldo Emerson （页面存档备份，存于） – a hypertext guide, in English and in Italian
- Ralph Waldo Emerson （页面存档备份，存于） complete Works at the University of Michigan
- Stanford Encyclopedia of Philosophy: "Ralph Waldo Emerson （页面存档备份，存于）" – by Russell Goodman
- Internet Encyclopedia of Philosophy: "Ralph Waldo Emerson （页面存档备份，存于）" – by Vince Brewton
- Life in the Ralph Waldo Emerson House （页面存档备份，存于） – slideshow by The New York Times
- A bibliography of books about Emerson
- "Writings of Emerson and Thoreau" （页面存档备份，存于） from C-SPAN's American Writers: A Journey Through History
- Ralph Waldo Emerson letters and manuscript （页面存档备份，存于）. Available online through Lehigh University's I Remain: A Digital Archive of Letters, Manuscripts, and Ephemera （页面存档备份，存于）.

1. ↑  .   [2007-02-22]. （原始内容存档于2007-02-08）.